# هاروهيسا هاسيغاوا
هاروهيسا هاسيغاوا (باليابانية: 長谷川 治久) (14 أبريل 1957 في هيوغو في اليابان – )؛ هو لاعب كرة قدم ياباني سابق كان يلعب كمهاجم. سبق له أن لعب مع منتخب اليابان.

## وصلات خارجية
- هاروهيسا هاسيغاوا على موقع ناشيونال فوتبول تيمز (الإنجليزية)

- National Football Teams
- Japan National Football Team Database